# تيري دوناهو (لاعبة كرة قاعدة)
تيري دوناهو (بالإنجليزية: Terry Donahue)‏ هي لاعب كرة قاعدة أمريكية، ولدت في 22 أغسطس 1925 في ساسكاتشوان في كندا، وتوفيت في 14 مارس 2019.

## روابط خارجية
- تيري دوناهو على موقع IMDb (الإنجليزية)